# Irmgard Farden Aluli
"Tita" Irmgard Keali'iwahinealohanohokahaopuamana Farden Aluli (1911-4 de octubre de 2001) fue una compositora hawaiana que escribió más de 200 canciones. En Hawái  está considerada una haku mele, o creadora de canciones. Se la considera la compositora más prolífica de Hawái desde la Reina Lili'uokalani. Es la cuarta persona es ser honrada dos veces con un Premio a los Logros de toda una vida por la Academia de las Artes Grabadas Hawaiana (HARA). También ha sido incorporada al Salón de la Fama de la Música de Hawái.

## Biografía
Alui creció en Maui y fue una de diez hermanos en una familia musical. Alui comenzó a actuar públicamente con el trío Annie Kerr en 1926. Tenía una voz de alto y podía tocar el piano, ukelele, el bajo y la guitarra. Escribió su primera canción en 1935, llamada "Abajo en la calle Maunakea."
En 1937 consiguió su primer hit, "Puamana," una canción sobre la casa de su infancia. "Puamana" se ha convertido en un estándar para los bailarines de hula y músicos hawaianos. En la década de 1960 comenzó un grupo llamado Puamana. El grupo empezó como un cuarteto que incluía a sus hijas y su sobrina. Les Blank, Meleanna Meyer y Chris Simon realizaron un corto sobre Paumana en 1991. La película presenta al grupo y también incluye entrevistas con Aluli.
Alui actuaba públicamente de forma frecuente, hasta que se lesionó la mano en 1998. En 1998, fue honrada con la inclusión en el Salón de la Fama de Música de Hawái. Continuó tocando el ukelele y realizó "apariciones ocasionales hasta unas pocas semanas antes de su muerte." Aluli falleció el 4 de octubre de 2001 en Honolulu. En 2015, Puamana, que había continuado bajo el liderazgo de sus hijas y nieta, obtuvo un Premio a los Logros de toda una vida de la HARA.